# 幾何平均定理

灰色の正方形の面積が灰色の長方形の面積と一致する。

ユークリッド幾何学における直角三角形の頂垂線定理または幾何平均定理（きかへいきんていり、Geometric mean theorem）とは直角三角形の斜辺に下ろした垂線と斜辺に作られる二つの線分について、垂線の長さと二つの線分の長さの幾何平均が一致するという定理。

## 定理とその逆

交弦定理の特別な場合としての幾何平均定理

ある直角三角形について斜辺に下ろした垂線の長さを h 、斜辺に作られる二つの線分の長さをそれぞれ p, q と置くと、定理の主張は次の式で表される:
{\displaystyle h={\sqrt {pq}}}
または面積について:
{\displaystyle h^{2}=pq.}
定理の逆もまた成り立つ。どんな三角形に対してもある垂線の長さが、それによって作られる二つの線分の長さの幾何平均と等しいならば、その三角形は直角三角形である。
タレスの定理の逆から直角三角形の斜辺がその外接円の直径になるため、この定理は円についての 交弦定理の特別な場合と考えることもできる。

## 機能

q を 1 とすると が図に現れる

相加・相乗平均の関係式

## 歴史
この定理はユークリッド（紀元前360年頃-紀元前280年頃）『原論』の中で第6巻の命題8の系として記述されている。また、第2巻の命題14で述べられている長方形を正方形に変換する方法とこの方法は実質的に一致しているが、その正当性を示すのには幾何平均定理は用いずに、より複雑な証明を用いている。

## 証明

### 相似による照明
定理の証明:

三角形 △ACD , △ CBD は相似。なぜならば
- 三角形 △ABC, △ACD について{\displaystyle \angle ACB=\angle ADC=90^{\circ },\quad \angle BAC=\angle CAD;}が成立。よって二角相等で、{\displaystyle \triangle ABC\sim \triangle ACD.}
- さらに、三角形 △ABC, △CBD について{\displaystyle \angle ACB=\angle CDB=90^{\circ },\quad \angle ABC=\angle CBD;}が成立。よって二角相等で、{\displaystyle \triangle ABC\sim \triangle CBD.}

よって、三角形 △ACD, △BCD はどちらも △ABC に相似、つまり{\displaystyle \triangle ACD\sim \triangle ABC\sim \triangle CBD.}
相似性から、辺の長さの比について得られる式を変形して定理が示される。
{\displaystyle {\frac {h}{p}}={\frac {q}{h}}\,\Leftrightarrow \,h^{2}=pq\,\Leftrightarrow \,h={\sqrt {pq}}\qquad (h,p,q>0)}